# ALX1
ALX1‏ (ALX homeobox 1) هوَ بروتين يُشَفر بواسطة جين ALX1 في الإنسان.